# Sancho Dávila y Daza

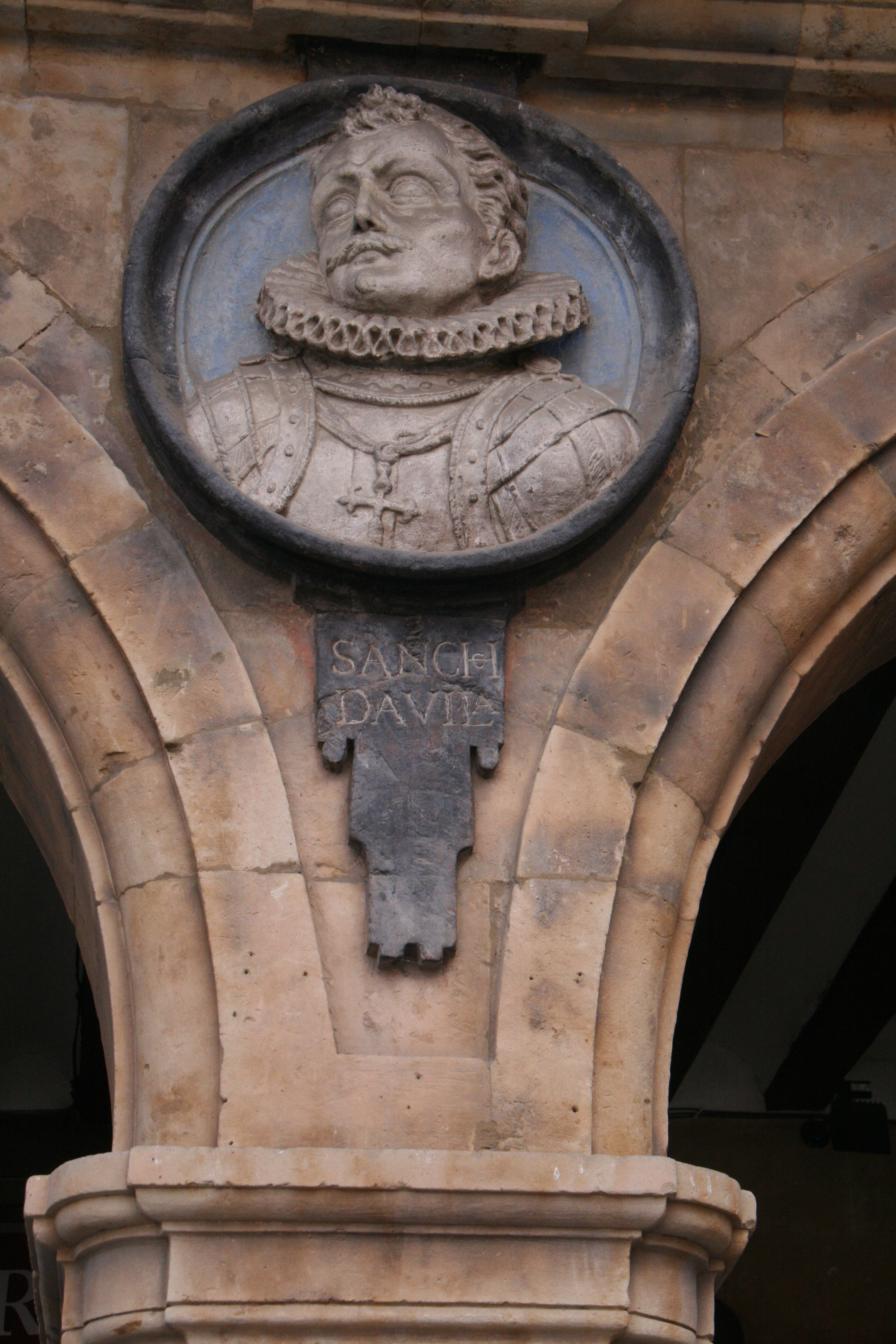
Medallón de Sancho Dávila en el Pabellón de San Martín en la plaza Mayor de Salamanca.

Sancho Dávila y Daza (Ávila, 21 de septiembre de 1523-Lisboa, 1583), apodado el «Rayo de la Guerra», fue un militar español participante destacado en varias contiendas de su época en los que estuvo involucrado el Imperio español.

## Biografía

### Primeros años
Fue hijo de Antonio Blázquez Dávila, militar que participó en el asedio de la fortaleza de Fuenterrabía (1521-1524), y de Ana Daza. En su juventud viajó a Roma para estudiar la carrera eclesiástica, que pronto abandonó para dedicarse a la vida militar.

### Inicio de su carrera militar
Comenzó su carrera militar en 1545, luchando con las tropas del emperador Carlos V contra los protestantes alemanes de la Liga de Esmalcalda en Alemania. 
Luchó también contra los turcos de Dragut en el norte de África, y posteriormente en Italia, junto al duque de Alba, contra el papa Paulo IV y los duques de Guisa durante la última fase de las guerras italianas.
En el año 1560, ya bajo el reinado de Felipe II, participó en la defensa de la isla de los Gelves, donde fue hecho prisionero por los turcos y liberado en 1561. El 15 de julio de este mismo año fue nombrado capitán de infantería, aunque por demoras burocráticas su cargo no fue reconocido oficialmente hasta febrero de 1563. En 1562 se le nombró castellano de Pavía, en Italia.

### Servicio en Flandes
Durante la guerra de Flandes sirvió como maestre de campo de los tercios españoles, primero bajo el mando del III duque de Alba Fernando Álvarez de Toledo, en cuyas funciones prendió al conde de Egmont, y posteriormente de Luis de Requesens. En 1569 fue nombrado gobernador de la ciudadela de Amberes. En enero de 1570, por sus servicios en Flandes y mediante la intermediación del duque de Alba, Felipe II le concedió el hábito de la Orden de Santiago.
En el transcurso de esta guerra participó entre otras en las batallas de Dalen (1568), Quesnoy (1568), Goes (1572), Flesinga (1573), Borsele, Reimerswaal (1574), Mook (1574) y el saqueo de Amberes (1576).

#### El saqueo de Amberes
El 3 de octubre de 1576, las tropas holandesas entraron en la ciudad de Amberes, cuyos gobernadores les habían abierto las puertas, y tomaron posiciones para asaltar el castillo defendido por tropas españolas al mando de Sancho Dávila. A pesar de que las tropas rebeldes eran mucho más numerosas, la guarnición del castillo y los españoles que vinieron a socorrerles el día 4 del mismo mes, se lanzaron al ataque por las calles de la ciudad haciendo huir a los holandeses. Algunos de ellos se refugiaron en el ayuntamiento de Amberes, que los soldados españoles incendiaron, propagándose las llamas por la ciudad. Acto seguido procedieron a saquear la ciudad durante tres días, contándose los muertos por millares.

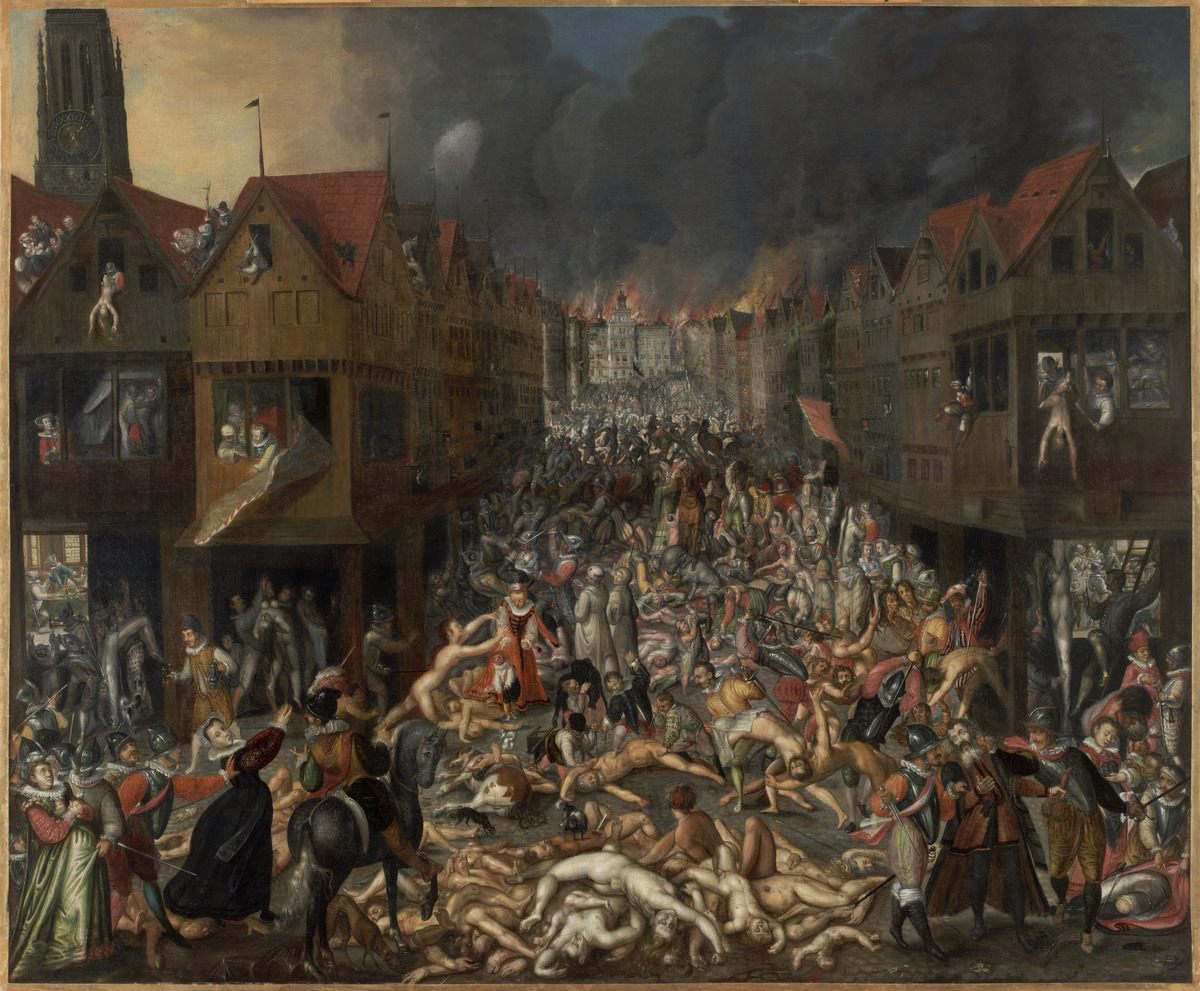
El saqueo de Amberes (1576) en una obra del

Este trágico suceso es conocido como Furia Española en los países protestantes y en Amberes mismo, donde una placa en la entrada del mismo Ayuntamiento conmemora dicha matanza.

### Guerra en Portugal y muerte
General de las tropas de Felipe II de España durante la campaña de la anexión de Portugal, como maestre de campo del duque de Alba, participó en 1580 en la batalla de Alcántara donde fue vencido Antonio, prior de Crato; el 24 de octubre de ese mismo año conquistó Oporto.
Murió durante la campaña de Portugal en mayo de 1583 como consecuencia de una herida recibida por la coz de un caballo. En un principio, la coz del caballo no pareció grave y la herida se cerró limpia, pero nueve días después la zona se infectó con un desenlace fatal. Sus restos, originalmente dispuestos en el convento de San Francisco de Lisboa, fueron posteriormente trasladados a la capilla mayor de la iglesia de San Juan Bautista de la ciudad de Ávila.
Uno de sus descendientes, Gerónimo Manuel Dávila, publicó en Valladolid en 1713 El rayo de la guerra, hechos de Sancho de Ávila, y sucesos de aquellos tiempos.